# Söding-Sankt Johann
Söding-Sankt Johann, Söding-St. Johann – gmina w Austrii, w kraju związkowym Styria, w powiecie Voitsberg. Liczy 4048 mieszkańców (1 stycznia 2015).